# Serie animate televisive del 2001
Questa è la lista delle serie animate televisive trasmesse sulle reti televisive di tutto il mondo nel o dal 2001. Questa lista include anche le serie di cortometraggi come The Bugs Bunny Show 2001.
| Titolo                                       | Episodi | Paese di origine                                                | Anno      | Canale 1ª app. | Note                  |
| -------------------------------------------- | ------- | --------------------------------------------------------------- | --------- | -------------- | --------------------- |
| John Callahan's Quads!                       | 26      | Canada (bandiera) · Australia (bandiera)                        | 2001–2002 |                | Inedito in Italia     |
| Sorriso d'argento                            | 78      | Canada (bandiera) · Stati Uniti (bandiera)                      | 2001–2005 |                |                       |
| Due fantagenitori                            | 199     | Canada (bandiera) · Stati Uniti (bandiera)                      | 2001–2017 |                |                       |
| Anton                                        | 26      | Danimarca (bandiera)                                            | 2001      |                |                       |
| Andy il re degli scherzi                     | 78      | Canada (bandiera)                                               | 2001–2007 |                |                       |
| Anne of Green Gables: The Animated Series    | 26      | Canada (bandiera)                                               | 2001–2003 |                |                       |
| Gadget e gadgettini                          | 52      | Canada (bandiera)                                               | 2001–2002 |                |                       |
| Sagwa                                        | 40      | Canada (bandiera) · Stati Uniti (bandiera)                      | 2001–2002 |                |                       |
| Totally Spies! - Che Magnifiche Spie         | 130     | Canada (bandiera) · Francia (bandiera) · Stati Uniti (bandiera) | 2001–2010 |                |                       |
| A scuola di magie                            | 26      | Canada (bandiera) · Stati Uniti (bandiera)                      | 2001      |                |                       |
| Cédric                                       | 52      | Francia (bandiera) · Belgio (bandiera)                          | 2001      |                |                       |
| Le audaci inchieste di Miss Prudenza         | 52      | Francia (bandiera) · Belgio (bandiera)                          | 2001      |                |                       |
| Arzak Rhapsody                               | 14      | Francia (bandiera)                                              | 2001      |                |                       |
| Belfagor                                     | 26      | Francia (bandiera)                                              | 2001      |                |                       |
| Titeuf                                       | 78      | Francia (bandiera)                                              | 2001      |                |                       |
| Binka                                        | 26      | Regno Unito (bandiera)                                          | 2001      |                | Inedito in Italia     |
| Tiny Planets - Le avventure di Bing e Bong   | 64      | Regno Unito (bandiera)                                          | 2001-2002 |                |                       |
| Altair fra le stelle                         | 52      | Germania (bandiera)                                             | 2001-2003 |                |                       |
| Capelito                                     | 26      | Spagna (bandiera)                                               | 2001      |                |                       |
| Cocco Bill                                   | 104     | Italia (bandiera)                                               | 2001-2004 |                |                       |
| Akubi Girl                                   | 26      | Giappone (bandiera)                                             | 2001-2002 |                |                       |
| Cinque gemelli diversi                       | 50      | Giappone (bandiera)                                             | 2001      |                |                       |
| Web Diver                                    | 52      | Giappone (bandiera)                                             | 2001-2002 |                |                       |
| Digimon Tamers                               | 51      | Giappone (bandiera)                                             | 2001-2002 |                |                       |
| Mazinkaiser                                  | 7       | Giappone (bandiera)                                             | 2001      |                | OAV Pubblicato su DVD |
| Kidō tenshi Angelic Layer                    | 26      | Giappone (bandiera)                                             | 2001      |                |                       |
| Babel II 2 - Beyond Infinity                 | 13      | Giappone (bandiera)                                             | 2001      |                | Inedito in Italia     |
| Baki the Grappler                            | 24      | Giappone (bandiera)                                             | 2001      |                | Inedito in Italia     |
| Seikai no senki II                           | 10      | Giappone (bandiera)                                             | 2001      |                | Inedito in Italia     |
| Beyblade                                     | 51      | Giappone (bandiera)                                             | 2001      |                |                       |
| Holly e Benji Forever                        | 52      | Giappone (bandiera)                                             | 2001–2002 |                |                       |
| Comic Party                                  | 13      | Giappone (bandiera)                                             | 2001      |                |                       |
| Cosmowarrior Zero                            | 13      | Giappone (bandiera)                                             | 2001      |                |                       |
| Cyborg 009, The Cyborg Soldier               | 51      | Giappone (bandiera)                                             | 2001–2002 |                | Inedito in Italia     |
| Arjuna - La ragazza terra                    | 13      | Giappone (bandiera)                                             | 2001      |                |                       |
| Final Fantasy: Unlimited                     | 25      | Giappone (bandiera)                                             | 2001–2002 |                | Inedito in Italia     |
| Fruits Basket                                | 26      | Giappone (bandiera)                                             | 2001      |                | Inedito in Italia     |
| Galaxy Angel                                 | 26      | Giappone (bandiera)                                             | 2001–2002 |                | Inedito in Italia     |
| Super GALS! Tre ragazze alla moda            | 52      | Giappone (bandiera)                                             | 2001–2002 |                |                       |
| Haja Kyosei G Dangaiō                        | 13      | Giappone (bandiera)                                             | 2001      |                | Inedito in Italia     |
| Jungle wa itsumo Hare nochi Gū               | 26      | Giappone (bandiera)                                             | 2001      |                | Inedito in Italia     |
| Hellsing                                     | 13      | Giappone (bandiera)                                             | 2001–2002 |                | Pubblicato su DVD     |
| Hikaru no go                                 | 75      | Giappone (bandiera)                                             | 2001–2003 |                | Inedito in Italia     |
| I My Me! Strawberry Eggs                     | 13      | Giappone (bandiera)                                             | 2001      |                |                       |
| Kirby                                        | 100     | Giappone (bandiera)                                             | 2001–2003 |                |                       |
| Mahoromatic                                  | 12      | Giappone (bandiera)                                             | 2001      |                | Inedito in Italia     |
| Najica Blitz Tactics                         | 12      | Giappone (bandiera)                                             | 2001      |                |                       |
| Noir                                         | 26      | Giappone (bandiera)                                             | 2001      |                | Inedito in Italia     |
| DoReDò DoReMi                                | 50      | Giappone (bandiera)                                             | 2001      |                |                       |
| Pretear - La leggenda della nuova Biancaneve | 13      | Giappone (bandiera)                                             | 2001      |                |                       |
| Gira il mondo principessa stellare           | 43      | Giappone (bandiera)                                             | 2001–2002 |                |                       |
| Project ARMS                                 | 52      | Giappone (bandiera)                                             | 2001–2002 |                |                       |
| Rave Master                                  | 51      | Giappone (bandiera)                                             | 2001–2002 |                | Inedito in Italia     |
| Rune Soldier Louie                           | 24      | Giappone (bandiera)                                             | 2001      |                | Inedito in Italia     |
| Shaman King                                  | 64      | Giappone (bandiera)                                             | 2001–2002 |                |                       |
| Sister Princess                              | 26      | Giappone (bandiera)                                             | 2001      |                | Inedito in Italia     |
| Tales of Eternia: The Animation              | 13      | Giappone (bandiera)                                             | 2001      |                | Inedito in Italia     |
| Il principe del tennis                       | 178     | Giappone (bandiera)                                             | 2001–2005 |                |                       |
| Soul Taker                                   | 13      | Giappone (bandiera)                                             | 2001      |                | Pubblicato in DVD     |
| I Vampiriani - Vampiri vegetariani           | 26      | Giappone (bandiera)                                             | 2001–2002 |                |                       |
| Vandread: The Second Stage                   | 13      | Giappone (bandiera)                                             | 2001      |                |                       |
| X                                            | 24      | Giappone (bandiera)                                             | 2001–2002 |                |                       |
| Sei in arresto! 2                            | 26      | Giappone (bandiera)                                             | 2001–2002 |                |                       |
| i-wish you were here - vorrei tu fossi qui   | 4       | Giappone (bandiera)                                             | 2001      |                |                       |
| Zoids: New Century Zero                      | 26      | Giappone (bandiera)                                             | 2001      |                |                       |
| Cubix                                        | 26      | Corea del Sud (bandiera)                                        | 2001–2003 |                |                       |
| A casa di Gloria                             | 26      | Stati Uniti (bandiera)                                          | 2001      |                |                       |
| Evolution                                    | 26      | Stati Uniti (bandiera)                                          | 2001–2002 |                |                       |
| House of Mouse - Il Topoclub                 | 52      | Stati Uniti (bandiera)                                          | 2001–2003 |                |                       |
| Invader Zim                                  | 27      | Stati Uniti (bandiera)                                          | 2001–2006 |                |                       |
| Justice League                               | 52      | Stati Uniti (bandiera)                                          | 2001–2004 |                |                       |
| La leggenda di Tarzan                        | 39      | Stati Uniti (bandiera)                                          | 2001–2003 |                |                       |
| Lloyd nello spazio                           | 40      | Stati Uniti (bandiera)                                          | 2001–2004 |                |                       |
| Mostruosi marziani                           | 26      | Stati Uniti (bandiera)                                          | 2001–2003 |                |                       |
| La mummia                                    | 26      | Stati Uniti (bandiera)                                          | 2001–2003 |                |                       |
| The Oblongs                                  | 13      | Stati Uniti (bandiera)                                          | 2001–2004 |                |                       |
| La famiglia Proud                            | 53      | Stati Uniti (bandiera)                                          | 2001–2005 |                |                       |
| Samurai Jack                                 | 52      | Stati Uniti (bandiera)                                          | 2001–2004 |                |                       |
| La squadra del tempo                         | 26      | Stati Uniti (bandiera)                                          | 2001–2003 |                |                       |
| The Zeta Project                             | 26      | Stati Uniti (bandiera)                                          | 2001–2002 |                |                       |
| Sitting Ducks                                | 26      | Stati Uniti (bandiera)                                          | 2001–2003 |                |                       |